# Graf dirigit
Un graf dirigit o dígraf és un tipus de graf en el qual les arestes tenen un sentit definit, a diferència del 
graf no dirigit, en què les arestes són relacions simètriques i no apunten a cap lloc.

Un graf simple dirigit

De vegades, un dígraf s’anomena dígraf simple per distingir-lo del cas general del multigraf dirigit, on els arcs constitueixen un multiconjunt, en lloc d’un conjunt. En aquest cas, pot haver-hi més d’un arc que unisca dos vèrtexs en la mateixa direcció, distingint-se mútuament per la seva identitat, pel seu tipus (per exemple, un tipus d’arc representa relacions d’amistat mentre l’altre tipus representa missatges enviats recentment entre el nodes), o per un atribut com la seva importància o pes. Sovint també es considera que en un simple dígraf no es permeten els bucles.

## Definició formal
Com en el graf generalitzat, el graf dirigit està definit per un parell de conjunts {\displaystyle G=(V,E)}, on:
- {\displaystyle V\neq \emptyset }, un conjunt no buit d'objectes simples anomenats vèrtexs o nodes.
- {\displaystyle E\subseteq \{(a,b)\in V\times V:a\neq b\}\,} és un conjunt de parells d'elements de {\displaystyle V\,} anomenats arestes o arcs, on per definició un arc va del primer node {\displaystyle a} al segon node {\displaystyle b} dins del parell.
- Un arc {\displaystyle e=(x,y)} es considera dirigit des d'{\displaystyle x} a {\displaystyle y}. Una altra notació vàlida és {\displaystyle e=<x,y>}. En ambdós casos, el vèrtex {\displaystyle x} compleix un paper d'«emissor» i el vèrtex {\displaystyle y} un de «receptor».[2]

## Propietats
Sigui {\displaystyle n=|V|} El nombre de nodes d'un gràfic dirigit, que com a màxim pot tenir {\displaystyle n^{2}} arestes i {\displaystyle n(n-1)} en cas que s’excloguin els bucles.

## Conceptes relacionats
Si hi ha un camí fet per un o més arcs que uneix {\displaystyle x} amb {\displaystyle y}, aleshores {\displaystyle y} es diu successor d'{\displaystyle x}, 
i {\displaystyle x} s’anomena predecessor d'{\displaystyle y}. Donat una aresta {\displaystyle (x,y)}, el vèrtex {\displaystyle y} també s’anomena successor directe d'{\displaystyle x};  
En correspondència, un predecessor directe d'{\displaystyle y} es diu {\displaystyle x}. L’arc {\displaystyle (y,x)} s’anomena arc invertit d'{\displaystyle (x,y)}.
Un graf dirigit s’anomena simètric si, per a qualsevol arc que pertany a {\displaystyle G}, l’arc invertit corresponent també pertany a {\displaystyle G}. Un graf dirigit simètric i sense bucles equival a un gràfic no dirigit; N’hi ha prou de substituir cada parell d’arcs dirigits per un únic arc no dirigit.
S’obté una orientació d’un graf simple no dirigit mitjançant l’assignació d’una orientació a cadascun dels arcs existents. Un graf dirigit integrat d'aquesta manera s'anomena graf orientat. Una forma de distingir entre un graf senzill i un graf orientat és que si {\displaystyle x} i {\displaystyle y} són vèrtexs un graf simple dirigit permet tant {\displaystyle (x,y)} com {\displaystyle (y,x)} entre els seus arcs, mentre que a un graf orientat sol una de las dos possibilitats es admesa.
Un dígraf ponderat és una dígraf en el qual hi ha pesos associats a cadascun dels arcs, anàlegs al graf ponderat. Un dígraf ponderat en el context de la teoria de grafs s’anomena xarxa.
La matriu adjacència d’un dígraf (amb bucles i arcs mòbils permesos) és una matriu composta per valors sencers, on les taxes de columnes i files corresponen a les identitats dels vèrtexs {\displaystyle v}. Un element d'aquesta matriu, un {\displaystyle a_{ij}} representa el nombre d'arcs existents entre els nodes {\displaystyle i} i {\displaystyle j}. Un element de la diagonal d'aquesta matriu, un {\displaystyle a_{ii}} representa el nombre de bucles que existeixen al node {\displaystyle i}. La matriu d'adjacència d’un dígraf és una representació única del dígraf, tret de possibles permutacions de les files i columnes.
Una altra representació comuna d’un dígraf és la matriu d'incidència.